# Калькофен (Пфальц)
Калькофен (нем. Kalkofen) — община в Германии, в земле Рейнланд-Пфальц.
Входит в состав района Доннерсберг. Подчиняется управлению Альзенц-Обермошель. Население составляет 187 человек (на 31 декабря 2010 года). Занимает площадь 1,83 км².